# Phobaeticus annamallayanus
Phobaeticus annamallayanus är en insektsart som först beskrevs av James Wood-Mason 1877.  Phobaeticus annamallayanus ingår i släktet Phobaeticus och familjen Phasmatidae. Inga underarter finns listade i Catalogue of Life.